# 康孔
康孔（法語發音：[kɑ̃kɔ̃]）是法国洛特-加龙省的一个市镇，属于洛特河畔新城区。

## 地理
康孔（44°32'8"N, 0°37'32"E）面积24.49 平方千米，位于法国新阿基坦大区洛特-加龍省，该省份为法国西南部内陆省份，北起多爾多涅省，西接吉倫特省和朗德省，南至热尔省，东临塔恩-加龙省和洛特省。
与康孔接壤的市镇（或旧市镇、城区）包括：博加、布迪德博尔加尔、卢格拉特、穆利内、圣厄特罗普德博恩、圣莫里斯-德莱斯塔佩勒。

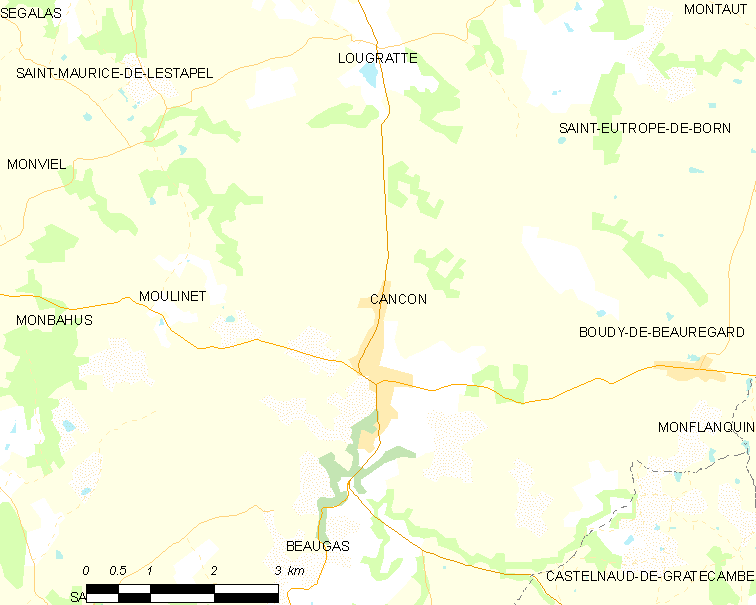
康孔的OSM定位图

康孔的时区为UTC+01:00、UTC+02:00（夏令时）。

## 行政
康孔的邮政编码为47290，INSEE市镇编码为47048。

## 政治
康孔所属的省级选区为上阿日奈-佩里戈尔县。

## 人口

1962-2008年间康孔人口变化图示

康孔于2022年1月1日时的人口数量为1366人。